# Ora Willis Knight
Ora Willis Knight (1874 - 1913 ) fue un profesor, zoólogo y botánico estadounidense.

## Algunas publicaciones
- 1910a. Another Swan for Maine. The Auk 27 ( 1): 78-79
- 1910b. Fork-Tailed Flycatcher in Maine. The Auk 27 ( 1); 80-81

### Libros
- 1897.  A list of the birds of Maine, showing their distribution by counties and their status in each county. United ornithologists of Maine Boletín Nº 3, Universidad de Maine, Departamento de Historia natural. 184 pp. texto Reimpreso por BiblioBazaar, 188 p. 2010 ISBN 1140102087, ISBN 9781140102083

- 1908.  The birds of Maine; with key to and description of the various species known to occur or to have occurred in the state, an account of their distribution and migration, showing their relative abundance in the various counties of the state as well as other regions, and contributions to their life histories. Bangor, Me. [impreso por C. H. Glass & Co.] xvii + [19]-693 pp.

- La abreviatura «O.W.Knight» se emplea para indicar a Ora Willis Knight como autoridad en la descripción y clasificación científica de los vegetales.[2]

## Abreviatura (zoología)
La abreviatura Knight  se emplea para indicar a Ora Willis Knight como autoridad en la descripción y taxonomía en zoología.